# Быстрее пули (фильм, 2010)
«Быстрее пули» (англ. Faster) — фильм-боевик режиссёра Джорджа Тиллмана-младшего.
Мировая премьера состоялась 4 ноября 2010 года. В России картина не вышла в широкий прокат и появилась только на DVD 14 апреля 2011 года.

## Сюжет
После успешного ограбления на банду грабителей нападает другая банда. Приставив пистолет к голове одного из братьев, выведывают, где спрятаны деньги, перерезают горло Гери — брату главного героя, а ему самому стреляют в затылок. Перед этим он обещает отомстить всем убийцам своего брата. Однако пуля прошла навылет, он выжил и отсидел 10 лет в тюрьме. Выйдя, он получает список из 5 человек, которых начинает одного за другим убивать. Расследованием этих убийств вместе с напарницей занимается полицейский, которому осталось две недели до пенсии. В то же время наёмный убийца получает заказ на главного героя.

## В ролях
- Дуэйн Джонсон — Джимми Каллен «Водитель»
- Мун Бладгуд — «Жена Копа»
- Оливер Джексон-Коэн — «Киллер»
- Билли Боб Торнтон — «Коп»
- Мэгги Грейс — Лили, будущая жена киллера
- Том Беренджер — «Начальник»
- Карла Гуджино — детектив Цицеро
- Ксандер Беркли — сержант Мэллори
- Адевале Акиннуойе-Агбадже — евангелист
- Дженнифер Карпентер — «Женщина»
- Джим Гейнс — Заключенный
- Майкл Ирби — Вакеро
- Мэтт Джеральд — брат Водителя